# Agramar

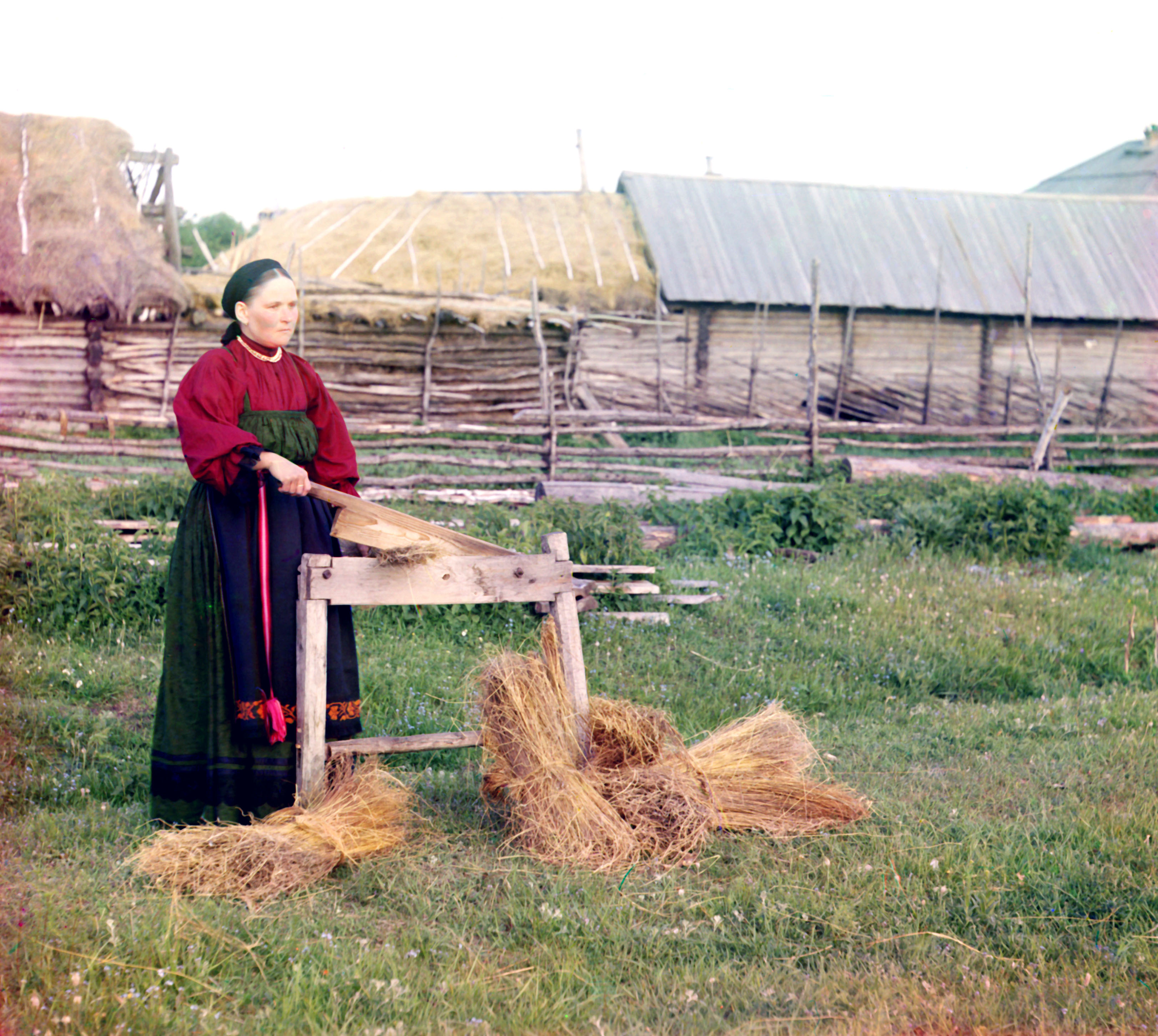
Fotografía coloreada de una mujer campesina rompiendo lino (1910), en Rusia, provincia de Perm.

Se llama agramar a la operación consistente en quebrantar y romper las cañas del cáñamo y del lino para desprender y separar las partes leñosas que ocupan el centro, espadándolas después y rastrillándolas, para dejar sola y limpia la fibra de que, como si fuera una camisa, están vestidas las cañas inmediatamente debajo de la corteza. 
Existen diversas máquinas o agramaderas usadas para facilitar y perfeccionar esta primera preparación de las plantas textiles. La caña quebrantada que se desprende de la fibra, se llama agramiza, así como se llama arista, la corteza que la cubre exteriormente.